# Tom Maniatis
Tom Maniatis (eigentlich Thomas Peter Maniatis; * 8. Mai 1943 in Denver, Colorado) ist ein US-amerikanischer Molekularbiologe an der Columbia University in New York City.

## Leben
Maniatis erwarb an der University of Colorado 1965 einen Bachelor in Biologie und Chemie und 1967 einen Master in Biologie. 1971 erwarb er an der Vanderbilt University einen Ph.D. in Molekularbiologie. Als Postdoktorand arbeitete Maniatis bei Mark Ptashne an der Harvard University und bei Fred Sanger in Cambridge, England.
1974 erhielt Maniatis eine erste Stelle als Forschungsassistent an der Harvard University in Cambridge, Massachusetts. 1975 wurde er Forschungsgruppenleiter am Cold Spring Harbor Laboratory auf Long Island und Assistant Professor für Biochemie und Molekularbiologie an der Harvard University. 1977 wurde er Associate Professor für Biologie am California Institute of Technology in Pasadena, Kalifornien, 1979 wurde er dort ordentlicher Professor. 1981 ging Maniatis als Professor für Biochemie und Molekularbiologie zurück an die Harvard University, von 1985 bis 1988 als Leiter der Abteilung. 1995 wurde er in Harvard Professor für Molekular- und Zellbiologie.
2010 wechselte Maniatis an die Columbia University in New York City, wo er heute (Stand 2012) Leiter der Abteilung für Biochemie und molekulare Biophysik ist.

## Wirken
Maniatis konnte grundlegende Beiträge zum Verständnis von Struktur und Funktion der Desoxyribonukleinsäure (DNA) leisten, legte damit die Grundlagen für die Entwicklung der Techniken zur künstlichen Rekombination der DNA (Gentechnik) und ermöglichte neue Einblicke in die Organisation der Chromosomen von Eukaryoten. Seine Arbeiten zu den Genen der Globine zeigten die verschiedenen Ebenen, auf denen eine Regulation der Genexpression stattfindet, womit er die Basis für die Untersuchung der molekularen Ursachen menschlicher Erbkrankheiten legte.
Maniatis’ Lehrbuch Molecular cloning: a laboratory manual gilt als Standardwerk der Gentechnik.
Jüngere Arbeiten befassen sich mit den genetischen Ursachen der Amyotrophen Lateralsklerose (ALS).

## Auszeichnungen (Auswahl)
- 1981 Eli Lilly and Company Research Award[2]
- 1985 Mitglied der National Academy of Sciences
- 1985 Richard Lounsbery Award[3]
- 1985 Mitglied der American Academy of Arts and Sciences[4]
- 1999 Gabbay Award
- 2000 Ehrendoktorat der Universität Athen
- 2001 Pasarow Award
- 2012 Lasker~Koshland Special Achievement Award in Medical Science[5]